# Chrysosplenium album
Chrysosplenium album är en stenbräckeväxtart som beskrevs av Carl Maximowicz. Chrysosplenium album ingår i släktet gullpudror, och familjen stenbräckeväxter.

## Underarter
Arten delas in i följande underarter:
- C. a. flavum
- C. a. nachiense
- C. a. stamineum

## Bildgalleri

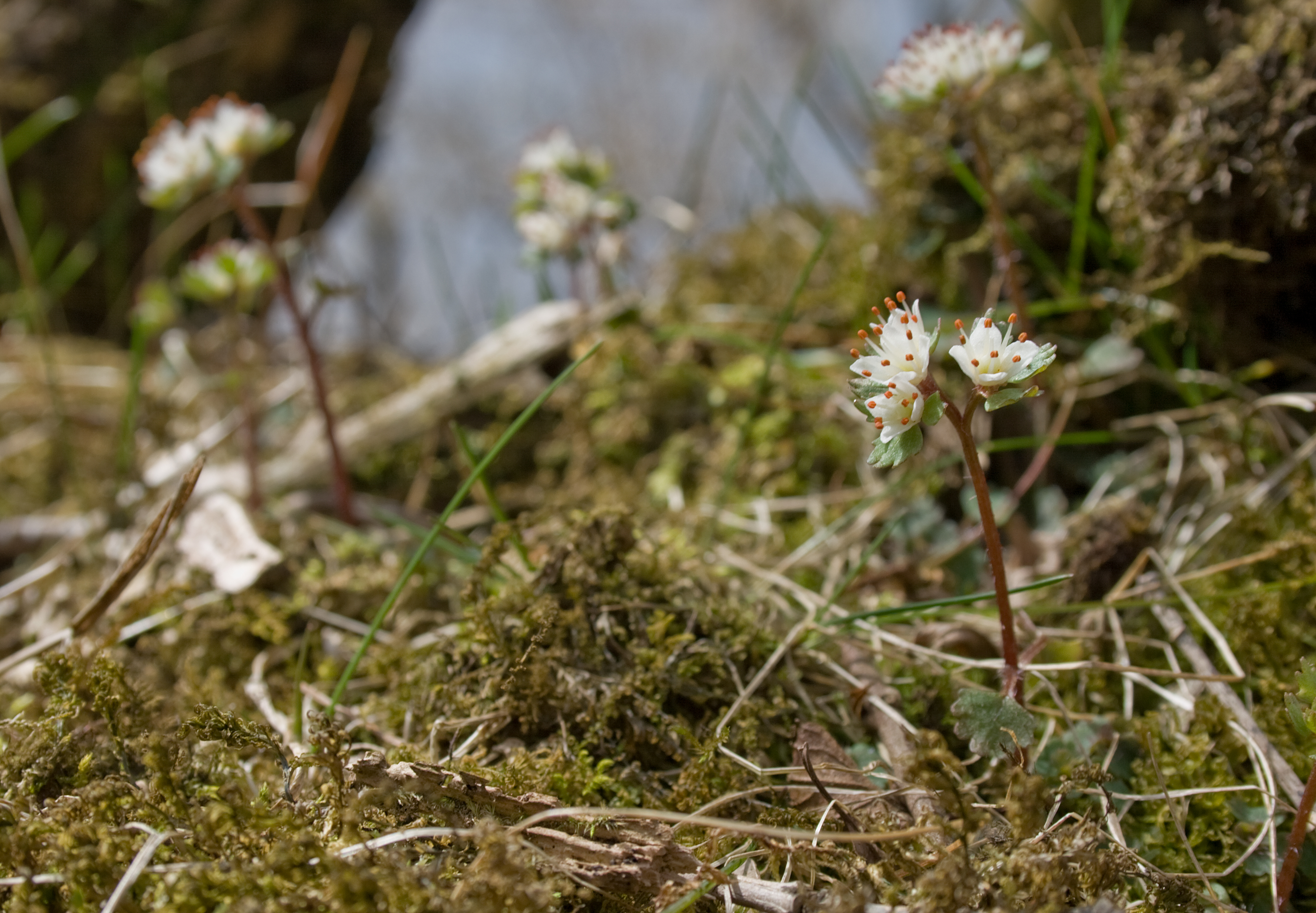